# Bukichi Inoue

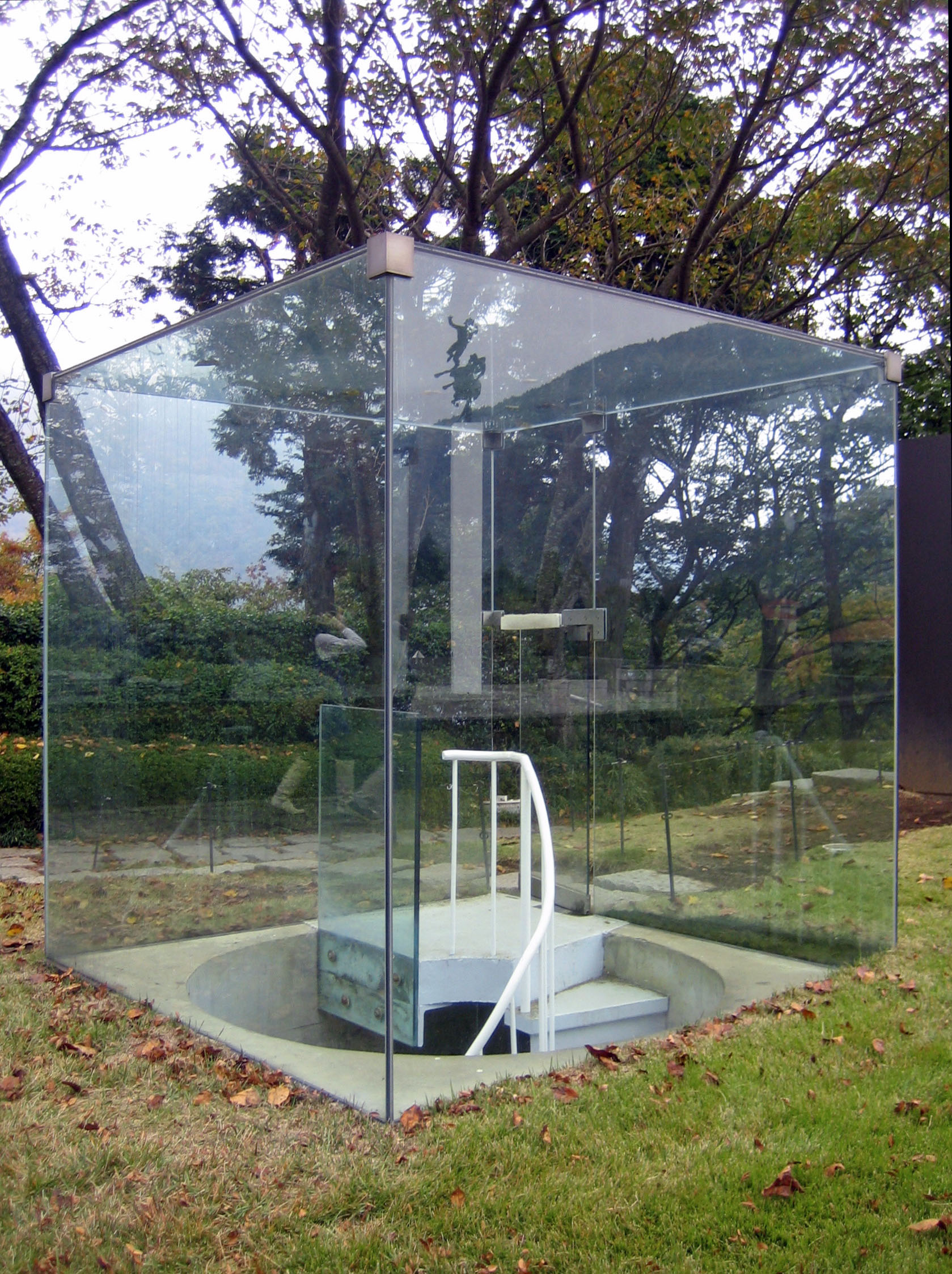
My Sky Hole, 1979, i Skulpturparken Hakone

Bukichi Inoue (井上武吉, Inoue Bukichi), född 8 december 1930 i Nara i Japan, död 1997, var en japansk arkitekt och skulptör.

## Levnad och verksamhet
Bukichi Inoue var verksam inom både arkitektur och skulpturkonst. Han ritade museibyggnader för Hakone Open-Air Museum i Hakone i Kanagawaprefekturen i Japan och Ikeda Museum of 20th Century Art i Shizuoka. Han gjorde också skulpturer och installationer till parken och var dess landskapsarkitekt.
Inoue är känd för sin serie verk med namnen My Sky Hole, som finns placerade på olika ställen i Japan, USA och i Europa. 

## Verk i urval
- My Sky Hole, 1979, Skulpturparken Hakone i Hakone i Japan
- My Sky Hole, 1984, 1984[3], Skulpturparken Hakone
- My Sky Hole.85, 1985, Hiroshima i Japan
- My Sky Hole 87, 1987, Mie Prefectural Art Museum i Tsu, Mie prefektur i Japan
- Hiroshima my sky hole 88-5, 1988, City Museum of Contemporary Art i utställningsområdet utomhus i Hiroshima i Japan
- My Sky Hole[4], Tokyo Museum of Modern Art, Uenoparken i Tokyo
- Il mio buco del cielo (My Sky Hole), 1985/89 i Skulpturparken Villa Celle vid Pistoia i Italien
- My Sky Hole 91-4, 1991, Aramaki Rose Park i Itami, Hyōgo prefektur i Japan
- My Sky Hole/Madrid[5], 1992,  Skulpturparken i Juan Carlos I-parken i Madrid i Spanien

## Bildgalleri

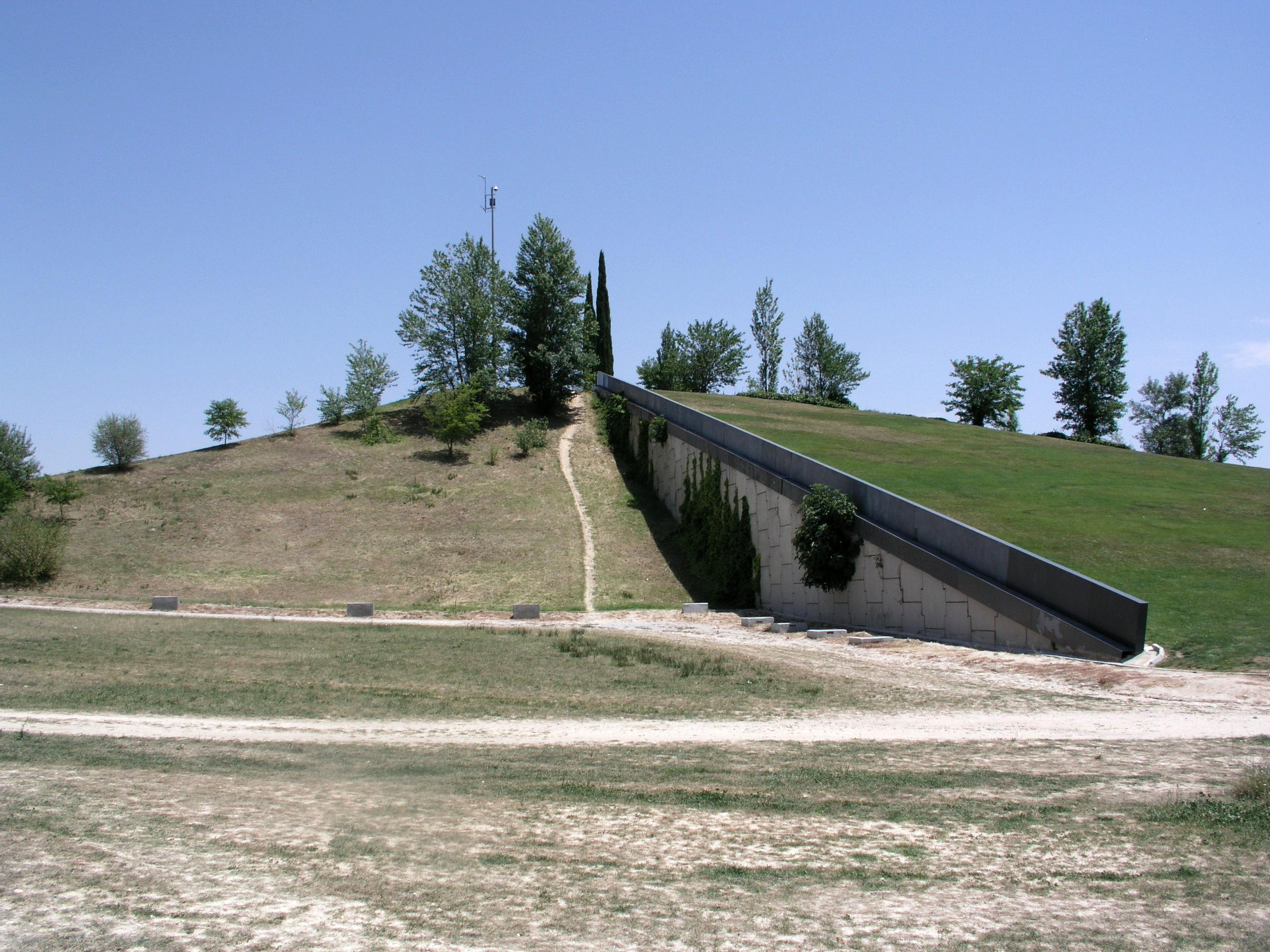
My Sky Hole/Madrid
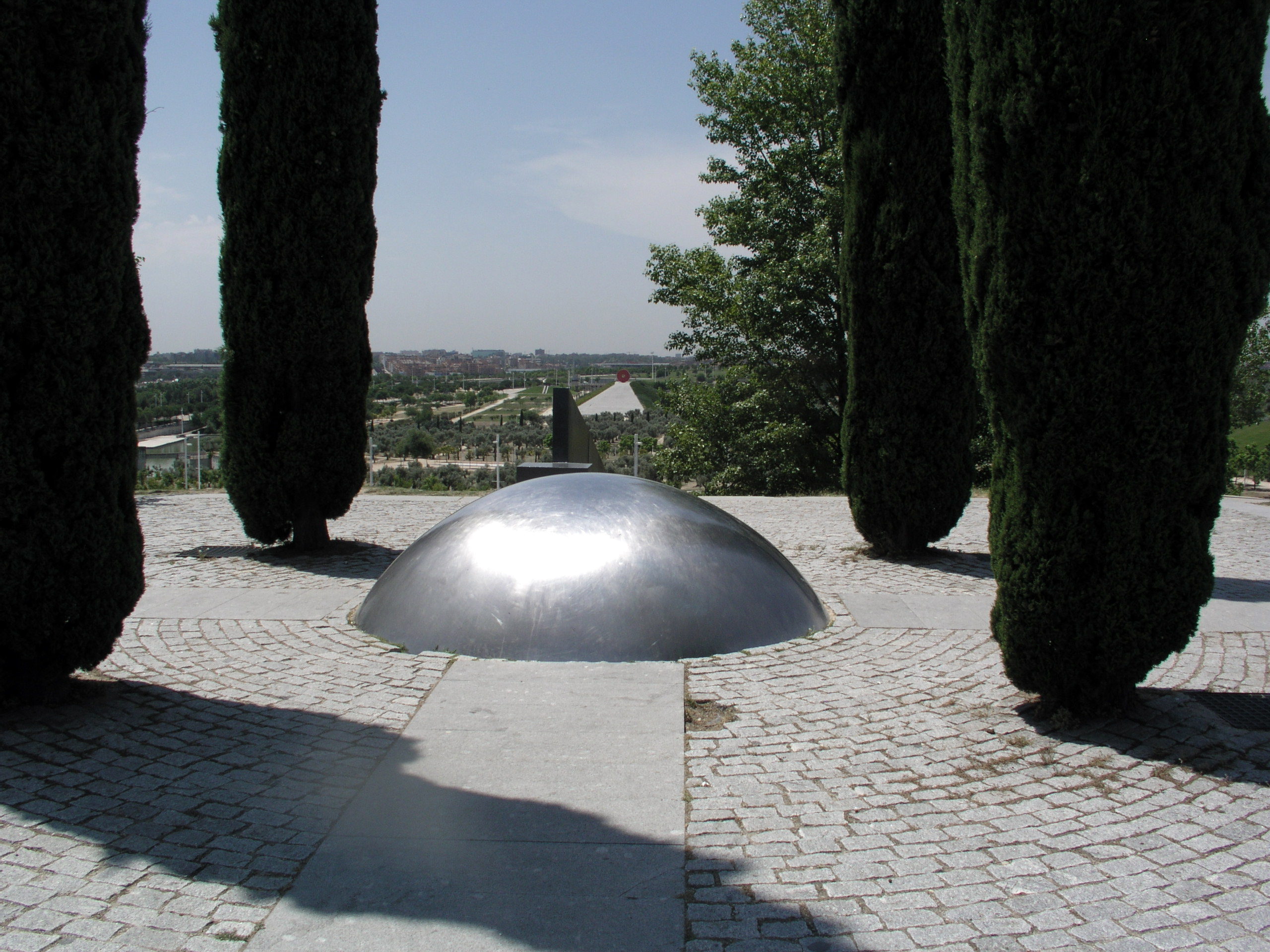
My Sky Hole/Madrid
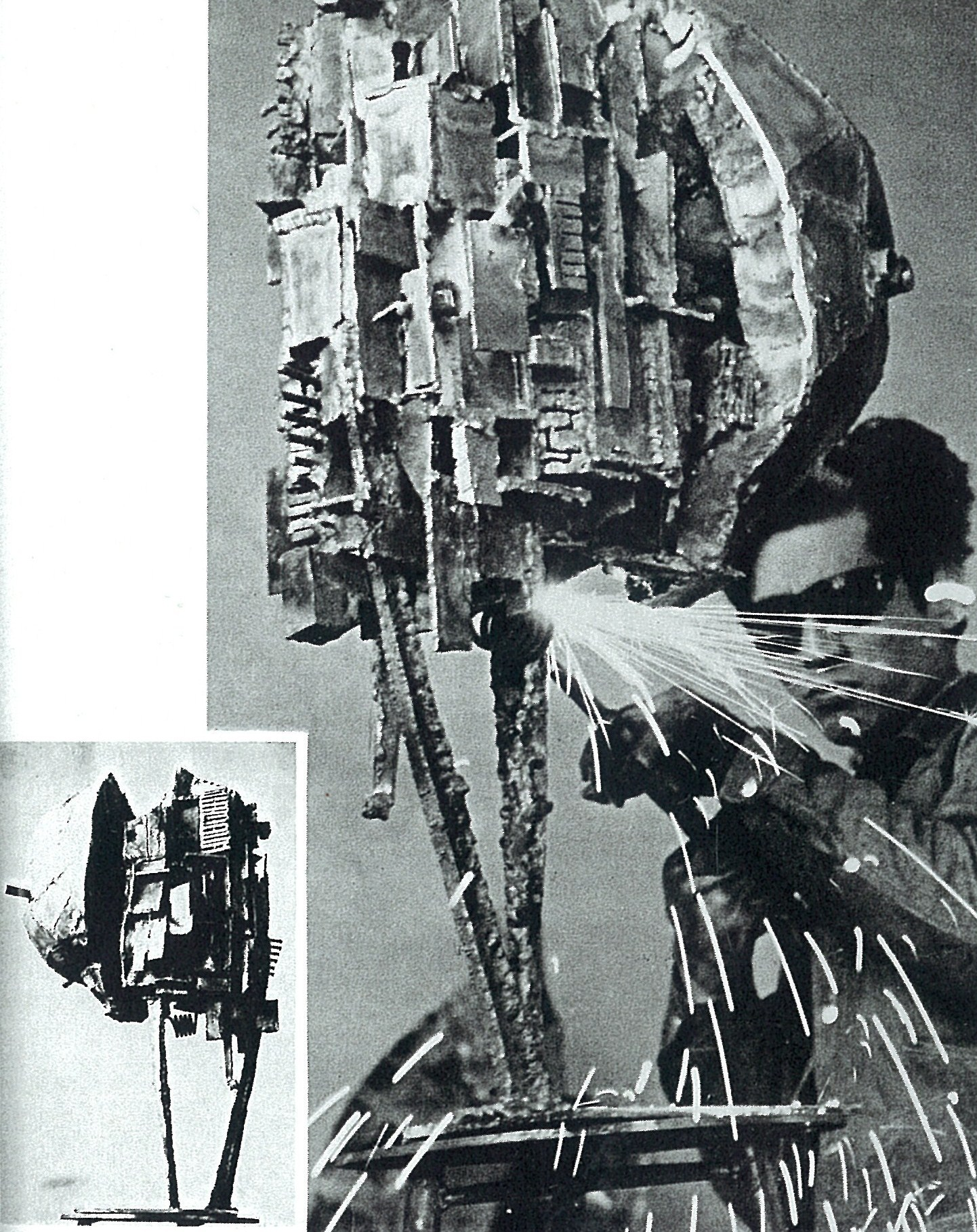
Bukichi Inoue (1963)